# Albano Bortoletto Cavallin
Albano Bortoletto Cavallin (* 25. April 1930 in Lapa; † 1. Februar 2017 in Londrina) war ein brasilianischer Geistlicher und römisch-katholischer Erzbischof von Londrina.

## Leben
Albano Bortoletto Cavallin empfing am 6. Dezember 1953 die Priesterweihe für das Erzbistum Curitiba.
Papst Paul VI. ernannte ihn am 14. Juni 1973 zum Weihbischof in Curitiba und Titularbischof von Aquae Novae in Numidia. Der Erzbischof von Curitiba, Pedro Antônio Marchetti Fedalto, spendete ihm am 28. August desselben Jahres die Bischofsweihe; Mitkonsekratoren waren Geraldo Fernandes Bijos CMF, Erzbischof von Londrina, und Jerônimo Mazzarotto, Weihbischof in Curitiba. Sein bischöfliches Motto war „Interpretabatur in Scripturis“.
Papst Johannes Paul II. ernannte ihn am 24. Oktober 1986 zum Bischof von Guarapuava. Am 11. März 1992 wurde er zum Erzbischof von Londrina ernannt. Am 10. Mai 2006 nahm Papst Benedikt XVI. sein altersbedingtes Rücktrittsgesuch an.